# Paku Alam VII

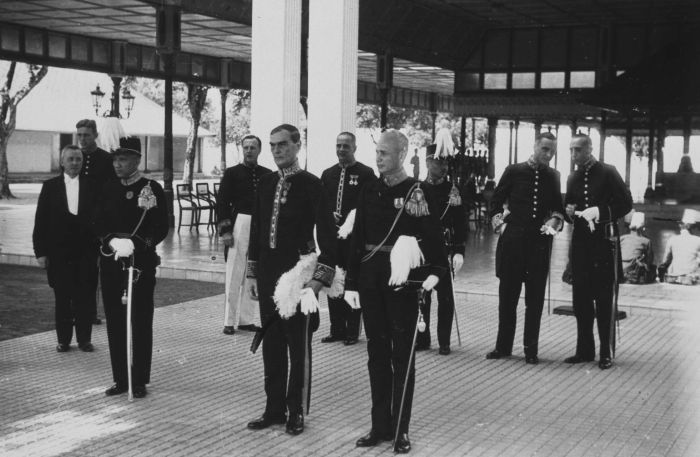
Paku Alam VII met Johannes Bijleveld

Paku Alam VII (ook: Pakoe Alam VII) (Yogyakarta, 9 december 1882 – 16 februari 1937) was van 1903 tot 1937 de zelfregerende vorst van Pakualaman, een vorstendom op centraal Java in Indonesië. Hij volgde zijn vader Paku Alam VI op als pakualam. De vorst was tot 1945 vazal van Yogjakarta en indirect van Nederland. De heersers van de zelfregerende vorstendommen Surakarta, Yogyakarta, Mangkunegaran en Pakualaman hadden een hoge status. . De volledige titel van de vorst was Kanjeng Gusti Pangeran Adipati Arya Paku Alam VII.